# Geckolepis megalepis
Geckolepis megalepis is een hagedis die behoort tot de gekko's en de familie Gekkonidae.

## Naamgeving
De soort werd voor het eerst wetenschappelijk beschreven door Mark D. Scherz, Juan D. Daza, Jörn Köhler, Miguel Vences en Frank Glaw in 2017. De wetenschappelijke soortaanduiding megalepis is een samentrekking van twee Griekse woorden, namelijk μέγας (mégas), 'groot' en λεπίς (lepís), 'schub'.

## Uiterlijke kenmerken
De hagedis bereikt een lichaamslengte tot ongeveer zeven centimeter exclusief de staart. De gekko heeft een lichtbruine kleur met donkere, onregelmatige vlekken. De schubben zijn opvallend groot en overlappen elkaar sterk. De kop is relatief zeer kort, de ogen zijn juist erg groot.

## Levenswijze
Geckolepis megalepis heeft het unieke vermogen om de schubben los te kunnen laten bij aanraking zonder dat het dier hier schade aan ondervindt. Bij andere hagedissen zijn de schubben dusdanig met het lichaam verbonden dat ze niet kunnen worden verwijderd zonder verwondingen te veroorzaken aan de huid. De schubben van Geckolepis megalepis zijn op de huid gelegen en laten gemakkelijk los. Als een vijand de hagedis in de bek neemt blijft deze met een bek vol schubben achter zodat de gekko kan ontsnappen. De hagedis heeft na het afwerpen van de schubben een opmerkelijk uiterlijk vanwege de dan gladde, roze huid.
Bij veel andere hagedissen is het vermogen om de staart af te werpen bij gevaar, dit wordt wel autotomie genoemd. Geckolepis megalepis is een van de weinige hagedissen die zijn schubben kan afwerpen om aan vijanden te ontkomen.

## Verspreiding en habitat
De hagedis komt voor in delen van Afrika en leeft endemisch op het oostelijk gelegen eiland Madagaskar. De hagedis komt alleen voor in de provincie Antsiranana. Het is een bewoner van vochtige tropische en subtropische bossen.